# Theotimius laevicollis
Theotimius laevicollis är en skalbaggsart som beskrevs av Gilbert John Arrow 1936. Theotimius laevicollis ingår i släktet Theotimius och familjen bladhorningar. Inga underarter finns listade i Catalogue of Life.